# Steinbach am Attersee
Steinbach am Attersee (en allemand  : Weißenbach am Attersee) est une commune autrichienne du district de Vöcklabruck en Haute-Autriche.

## Géographie
Steinbach am Attersee se situe à 509 m d'altitude dans le Hausruckviertel. Elle s'étend du nord au sud sur 8,6 km, et d'ouest en est sur 10,9 km. Sa superficie est de 61,7 km2. 59,8 % de son espace sont boisés et 6 % sont consacrés à l'agriculture.

### Quartiers de la commune
Berg, Blümigen, Dorf, Feld, Forstamt, Gmauret, Haslach, Hochlecken, Kaisigen, Kienklause, Kiental, Oberfeichten, Seefeld, Steinbach am Attersee, Unterfeichten, Unterroith, Weißenbach am Attersee.

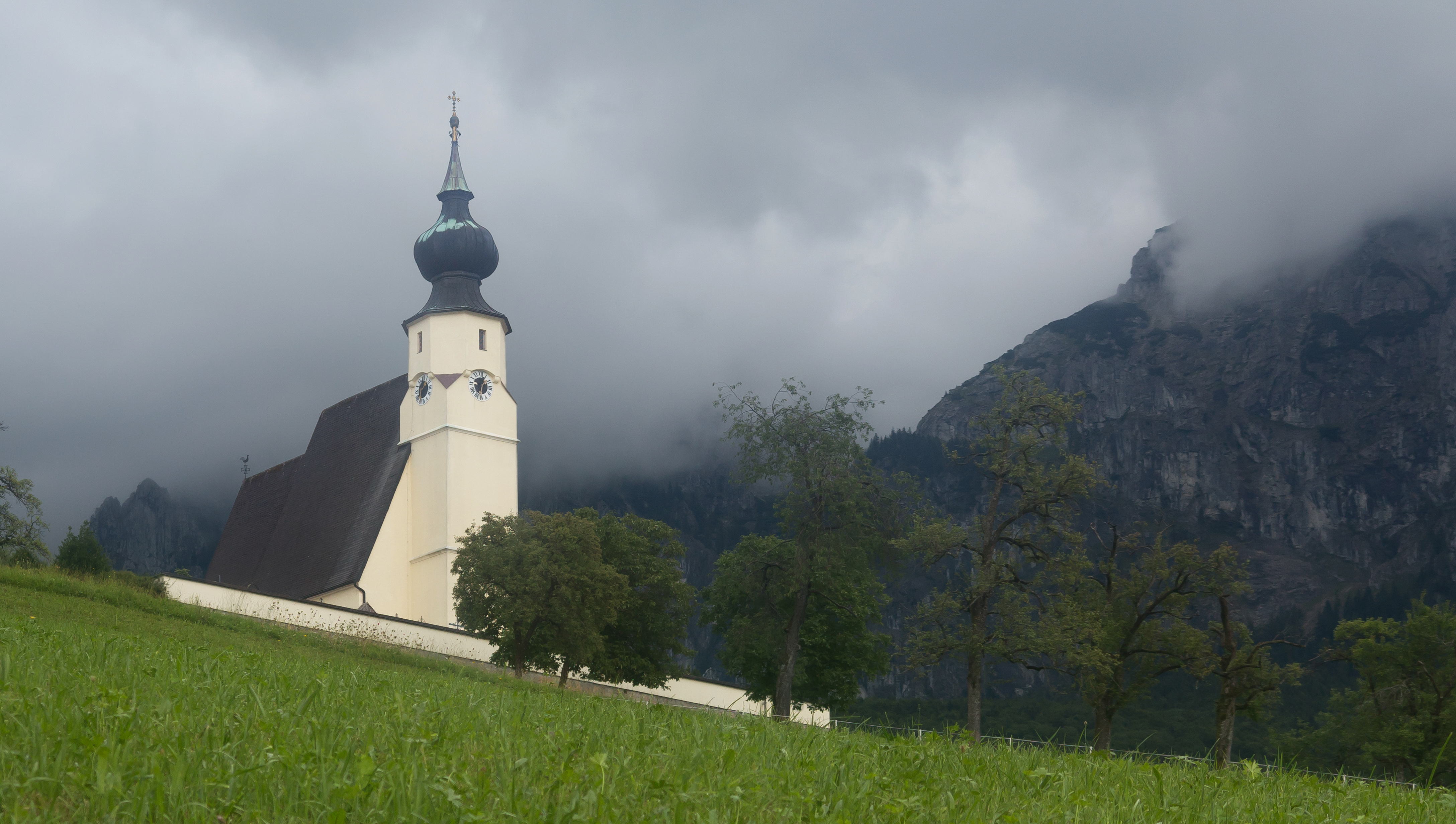
Steinbach am Attersee, l'église: die Katholische Pfarrkirche heilige Andreas

## Personnalités
- Friedrich Gulda (1930-2000), un des grands pianistes classiques du XXe siècle, est mort à Weißenbach am Attersee.
- Le compositeur et chef d'orchestre Gustav Mahler a séjourné au sein de la commune de 1893 à 1896, et ce dans une maisonnette au bord du lac de l'auberge Föttinger. Il y a notamment achevé sa deuxième symphonie (en ut mineur) en 1894, puis y a entièrement composé sa troisième symphonie (en ré mineur), au cours des étés de 1895 et 1896. La demeure où il a séjourné a été depuis rénovée en 1983, afin d'y aménager une petite exposition dédiée au compositeur.